# 曾继富
曾继富（1920年—2011年），男，四川旺苍人，中华人民共和国政治人物，曾任新疆维吾尔自治区人民政府副主席，新疆生产建设兵团副司令员兼参谋长，第五届全国人大代表。